# 本索
本索是德国石勒苏益格－荷尔斯泰因州的一个市镇。总面积11.75平方公里，总人口862人，其中男性446人，女性416人（2011年12月31日），人口密度73人/平方公里。